# Okręg Abbeville
Okręg Abbeville (fr. Arrondissement d'Abbeville) – okręg w północno-wschodniej Francji. Populacja wynosi 125 tysięcy.

## Podział administracyjny
W skład okręgu wchodzą następujące kantony:
- Abbeville-Nord
- Abbeville-Sud
- Ailly-le-Haut-Clocher
- Ault
- Crécy-en-Ponthieu
- Friville-Escarbotin
- Gamaches
- Hallencourt
- Moyenneville
- Nouvion
- Rue
- Saint-Valery-sur-Somme